# Menno Koch
Menno Koch (Heeze, 2 juli 1994) is een Nederlands voetballer die doorgaans als centrale verdediger speelt en onder contract staat bij Sarpsborg 08 FF

## Clubcarrière

### PSV
Koch is een zoon van oud-volleybalinternational Wim Koch. In 2006 werd hij opgenomen in de jeugdopleiding van PSV. Daarvoor voetbalde hij bij RKSV Heeze. In Eindhoven doorliep hij het Pleincollege Sint-Joris.
Koch debuteerde op 3 augustus 2013 in het betaalde voetbal in een Eerste divisie-wedstrijd tussen Jong PSV en Sparta Rotterdam. Hij scoorde die wedstrijd met zijn hoofd de 2-2. Koch maakte op zaterdag 20 december 2014 ook zijn debuut in de hoofdmacht van PSV. Die dag viel hij tijdens een met 5-0 gewonnen competitiewedstrijd thuis tegen Go Ahead Eagles in de 88ste minuut in voor Karim Rekik. In januari 2015 werd hij door de Eindhovense club verhuurd aan NAC Breda. Voor deze club maakte hij op 17 januari zijn debuut in de basis tegen FC Zwolle. Koch speelde negen competitiewedstrijden voor NAC. In de laatste daarvan moest hij na 25 minuten geblesseerd naar de kant. De kruisband van zijn rechterknie bleek dusdanig beschadigd dat een operatie nodig was en het seizoen voor hem voorbij was.
Nadat hij tien maanden geblesseerd aan de kant stond, maakte Koch op 15 januari 2016 zijn officiële rentree. Hij won die dag een competitiewedstrijd met Jong PSV met 1-2 uit bij Go Ahead Eagles. Hij speelde dat seizoen nog zestien wedstrijden in de Eerste divisie. Koch won op 31 juli 2016 voor het eerst in zijn profcarrière een prijs. Hij won met PSV de Johan Cruijff Schaal 2016. Hij viel die wedstrijd in de 88e minuut in voor Andrés Guardado. PSV verhuurde Koch in augustus 2016 voor een jaar aan FC Utrecht. Nadat zijn speeltijd hier in zes maanden beperkt bleef tot vier wedstrijden, keerde hij in januari 2017 vervroegd terug naar Eindhoven.

### NAC
Koch tekende in juli 2017 een contract tot medio 2020 bij NAC Breda, dat in het voorgaande seizoen promoveerde naar de Eredivisie. Daarmee liet hij PSV ditmaal definitief achter zich. In het seizoen 2017/2018 raakte hij wederom langdurig geblesseerd, maar hij slaagde er in de laatste wedstrijden van het seizoen in om een basisplaats te heroveren. Trainer Mitchell van der Gaag benoemde Koch in juli 2018 tot aanvoerder.

### KAS Eupen en CSKA Sofia
Hij verruilde NAC Breda in juli 2019 voor KAS Eupen. In februari 2021 ging hij naar CSKA Sofia

## Clubstatistieken
| Seizoen                  | Club              | Competitie      | Competitie | Competitie | Beker | Beker | Internationaal | Internationaal | Overig | Overig | Totaal | Totaal |
| Seizoen                  | Club              | Competitie      | Wed.       | Dlp.       | Wed.  | Dlp.  | Wed.           | Dlp.           | Wed.   | Dlp.   | Wed.   | Dlp.   |
| ------------------------ | ----------------- | --------------- | ---------- | ---------- | ----- | ----- | -------------- | -------------- | ------ | ------ | ------ | ------ |
| 2013/14                  | Jong PSV          | Eerste divisie  | 34         | 8          | 0     | 0     | —              | —              | 0      | 0      | 34     | 8      |
| 2014/15                  | Jong PSV          | Eerste divisie  | 12         | 2          | 0     | 0     | —              | —              | 0      | 0      | 12     | 2      |
| 2014/15                  | PSV               | Eredivisie      | 1          | 0          | 0     | 0     | 0              | 0              | 0      | 0      | 1      | 0      |
| 2014/15                  | → NAC Breda       | Eredivisie      | 9          | 0          | 0     | 0     | —              | —              | 0      | 0      | 9      | 0      |
| 2015/16                  | Jong PSV          | Eerste divisie  | 16         | 2          | 0     | 0     | —              | —              | 0      | 0      | 16     | 2      |
| 2016/17                  | PSV               | Eredivisie      | 0          | 0          | 0     | 0     | 0              | 0              | 1      | 0      | 1      | 0      |
| 2016/17                  | → FC Utrecht      | Eredivisie      | 5          | 0          | 0     | 0     | —              | —              | 0      | 0      | 5      | 0      |
| 2016/17                  | → Jong FC Utrecht | Eerste divisie  | 5          | 1          | 0     | 0     | 0              | 0              | 0      | 0      | 5      | 1      |
| 2016/17                  | Jong PSV          | Eerste divisie  | 7          | 0          | 0     | 0     | —              | —              | 0      | 0      | 7      | 0      |
| 2017/18                  | NAC Breda         | Eredivisie      | 13         | 1          | 1     | 0     | —              | —              | 0      | 0      | 14     | 1      |
| 2018/19                  | NAC Breda         | Eredivisie      | 33         | 2          | 0     | 0     | —              | —              | 0      | 0      | 33     | 2      |
| 2019/20                  | KAS Eupen         | Eerste klasse A | 23         | 1          | 1     | 0     | —              | —              | 0      | 0      | 24     | 1      |
| 2020/21                  | KAS Eupen         | Eerste klasse A | 17         | 2          | 1     | 1     | —              | —              | 0      | 0      | 18     | 3      |
| 2020/21                  | CSKA Sofia        | Efbet Liga      | 13         | 2          | 5     | 0     | 0              | 0              | 0      | 0      | 18     | 2      |
| Carrière totaal          | Carrière totaal   | Carrière totaal | 176        | 20         | 7     | 0     | 0              | 0              | 1      | 0      | 183    | 19     |
| Bijgewerkt op 6 nov 2020 |                   |                 |            |            |       |       |                |                |        |        |        |        |

## Interlandcarrière

### Nederlands beloftenelftal
Op 12 oktober 2013 debuteerde Koch in het Nederlands beloftenelftal, in een vriendschappelijke wedstrijd tegen Duitsland –20 (0 – 4).
| Interlands van Menno Koch | Interlands van Menno Koch | Interlands van Menno Koch | Interlands van Menno Koch | Interlands van Menno Koch | Interlands van Menno Koch |
| №                         | Datum                     | Wedstrijd                 | Uitslag                   | Soort Wedstrijd           | Doelpunten                |
| Als speler bij PSV        | Als speler bij PSV        | Als speler bij PSV        | Als speler bij PSV        | Als speler bij PSV        | Als speler bij PSV        |
| ------------------------- | ------------------------- | ------------------------- | ------------------------- | ------------------------- | ------------------------- |
| 1.                        | 12 oktober 2013           | Nederland – Duitsland     | 0 – 4                     | Vriendschappelijk         | 0                         |
| 2.                        | 14 oktober 2013           | Turkije – Nederland       | 3 – 2                     | Vriendschappelijk         | 0                         |

## Erelijst
| Competitie           | Aantal | Jaren   |     |     |
| PSV                  | PSV    | PSV     | PSV | PSV |
| -------------------- | ------ | ------- | --- | --- |
| Johan Cruijff Schaal | 1x     | 2016    |     |     |
| CSKA Sofia           |        |         |     |     |
| Beker van Bulgarije  | 1x     | 2020/21 |     |     |